# Thoroczkay Miklós
Thoroczkay Miklós, teljes nevén Thoroczkay Miklós Pongrác (Nyíregyháza, 1907. december 16. – Budapest, 1970. november 18.) bőrgyógyász, venerológus, egyetemi docens.

## Élete
Thoroczkay Gyula királyi aljárásbíró és Hézser Ilona fiaként született. Középiskolai tanulmányait a Nyíregyházi Evangélikus Főgimnáziumban kezdte és Svájcban fejezte be. 1926 szeptemberétől a budapesti Pázmány Péter Tudományegyetem Orvostudományi Karának hallgatója volt, ahol 1932. október 8-án avatták orvosdoktorrá. 1932–1933-ban a Bőr- és Nemikórtani Klinika díjtalan gyakornoka, 1933 és 1937 között díjas gyakornoka, 1935 és 1946 között fizetéstelen tanársegéde, 1946-től adjunktusa, majd egyetemi docense volt. 1946-ban a bőr és nemibetegségek fizikális és sugaras kezelése című tárgykörből egyetemi magántanárrá habilitálták. Tizennégy éven át a tanszékvezető helyett tantermi előadásokat is tartott, továbbá a Fogorvosi Karon a bőrgyógyászatot adta elő. Klinikai szinten érdeme a kemény ionizáló sugarakkal való sugárterápia bevezetése hazánkban.
A budapesti Farkasréti temetőben nyugszik. (11/1-1-49)

### Családja
Felesége Nagy Lídia Erzsébet volt, Nagy Béla és Grünwald Ilona lánya, akivel 1937. június 21-én Budapesten kötött házasságot.
Gyermekei: dr. Thoroczkay Lídia (1939–1994) és Thoroczkay Miklós.

## Művei
- Komplementkötési vizsgálatok Wassermann-Schreus reactióval. Kovács Zsigmonddal. (Orvosi Hetilap, 1937, 13.)
- Komplementkötési vizsgálatok herpes zosteres és varicellás betegek savójával. Vámos Lászlóval. (Budapesti Orvosi Újság, 1938, 36.)
- A Vitarsan a gyakorlatban. (Budapesti Orvosi Újság, 1939, 31-32.)
- Csontelváltozás epidermolysis bullosa hereditaria esetében. (Magyar Röntgen Közlöny, 1940)
- BAL-lal kezelt bőrgyulladások (arany, arsenobenzol); BAL által okozott exanthema. Földvári Ferenccel. (Orvosi Hetilap, 1949, 6.)
- A bőrtuberculosis gyógyításának módja és lehetősége. (Orvosi Hetilap, 1949, 11.)
- A bőr eosinophil granulomája. (Orvosi Hetilap, 1949, 14.)
- Sturge-Weber betegség: a bőr és koponya haemangiomája, glaucoma. (Orvosi Hetilap, 1950, 1.)
- A bőrgyógyászati röntgen-therapia néhány időszerű kérdése. (Orvosi Hetilap, 1950, 41.)